# آخر بازی (فیلم ۱۳۷۹)
آخر بازی فیلمی به کارگردانی و نویسندگی همایون اسعدیان محصول سال ۱۳۷۹ است.

## خلاصه فیلم
پویا صادقی، دانشجوی سال دوم معماری، به دلیل رفتارش در محیط دانشگاه توبیخ می‌شود، اما به او فرصت داده می‌شود تا یک ترم دیگر ادامه تحصیل دهد. نغمه که نامزد پویاست. تلاش می‌کند تا پویا که آدمی متفکر و در ضمن ناامید است را به زندگی امیدوار کند و...

## جشنواره‌ها
فیلم آخر بازی در نوزدهمین دوره جشنواره فیلم فجر (۱۳۷۹) در بخش بهترین کارگردانی موفق به دریافت دیپلم افتخار مسابقات شده‌است.
همچنین این فیلم در جشنواره‌های زیر حضور داشته‌است:
- جشنواره جشن خانه سینما ـ دوره پنجم
- جشنواره بین‌المللی فیلم رشد ـ دوره سی و یکم
- جشنواره بین‌المللی فیلم حراره ـ دوره هجدهم و نوزدهم (زیمبابوه)
- جشنواره بین‌المللی فیلم قاهره ـ دوره بیست و پنجم (مصر)
- جشنواره فوروم بین‌المللی سینمای کلکته (هندوستان)
- جشنواره بین‌المللی فیلم بمبئی ـ دوره پنجم (هندوستان)
- جشنواره بین‌المللی فیلم آسیایی بمبئی ـ چشم سوم (هندوستان)